# مرحله گروهی لیگ قهرمانان آسیا ۲۰۲۱
مرحله گروهی لیگ قهرمانان آسیا ۲۰۲۱ از 14 تا 30 آوریل 2021 برای منطقه غرب برگزار شد. در مجموع 40 تیم در مرحله گروهی برای تعیین 16 مکان مرحله حذفی لیگ قهرمانان آسیا 2021 رقابت می‌کنند.

## قرعه کشی
قرعه کشی مرحله گروهی در تاریخ ۲۷ ژانویه ۲۰۲۱، ساعت ۱۶:۳۰ دقیقه بعد از ظهر (UTC + 8)، در خانه AFC در کوالالامپور، مالزی برگزار شد. ۴۰ تیم در ده گروه چهار نفره قرار گرفتند: هر گروه ۵ در منطقه غرب (گروه A-E) و منطقه شرق (گروه F-J). با توجه به توازن فنی بین گروه‌ها، برای هر منطقه، تیم‌ها در چهار گلدان قرار گرفتند و در هر گروه به موقعیت‌های مربوط کشیده شدند. تیم‌های یک انجمن را نمی‌توان در یک گروه قرار داد.
۴۰ تیم زیر به مرحله قرعه کشی مرحله گروهی راه یافتند که شامل ۳۲ تیم مستقیم و هشت برنده مرحله پلی آف مرحله پلی آف مقدماتی بود که هویت آنها در زمان قرعه کشی مشخص نبود.
| منطقه | گروه‌ها | گلدان ۱                   | گلدان ۲               | گلدان ۳             | گلدان ۴                          |
| ----- | ------ | ------------------------- | --------------------- | ------------------- | -------------------------------- |
| غرب   | A–E    | الدحیل                    | النصر                 | پاختاکور            | الشرطه                           |
| غرب   | A–E    | الهلال                    | تراکتور               | الوحدات             | آلمالیق (برنده پلی آف غرب ۱)     |
| غرب   | A–E    | پرسپولیس                  | شباب الاهلی           | گوا                 | نیروی هوایی (برنده پلی آف غرب ۲) |
| غرب   | A–E    | شارجه                     | الریان                | ایستیکلول تاجیکستان | فولاد (برنده پلی آف غرب ۳)       |
| غرب   | A–E    | السد                      | الاهلی                | استقلال             | الوحده (برنده پلی آف غرب ۴)      |
|       |        |                           |                       |                     |                                  |
| شرق   | F–J    | پوهانگ استیلرز (جیانگ سو) | گامبا اوساکا          | یونایتد سیتی        | دئگو (سیدنی)                     |
| شرق   | F–J    | کاوازاکی فرونتال          | اولسان هیوندای        | کیتچی               | کایا ایلویلو                     |
| شرق   | F–J    | چونبوک هیوندای موتورز     | پورت اف‌سی             | ویتل                | سرزو اوساکا                      |
| شرق   | F–J    | بی جی پاتوم یونایتد       | بیجینگ گوان (گوانگ‌ژو) | جوهر دارالتعظیم     | راتچابوری                        |
| شرق   | F–J    | گوانگ‌ژو (شاندونگ تایشان)  | ناگویا گرامپوس        | تامپینس روفرز       | چیانگرای یونایتد                 |

## قالب بندی
در مرحله گروهی، هر گروه به صورت دور رفت و برگشت در مکان‌های متمرکز بازی می‌کند. برندگان هر گروه و سه تیم دوم از هر منطقه به مرحله یک‌هشتم نهایی مرحله حذفی صعود می‌کنند.

### رتبه‌بندی
تیم‌ها براساس امتیازات (۳ امتیاز برای برد، ۱ امتیاز برای تساوی، ۰ امتیاز برای باخت) رتبه‌بندی می‌شوند. در صورت گره خوردن بر روی امتیازها، بندهای شکن به ترتیب زیر اعمال می‌شوند (مقررات ماده ۸٫۳):
1. امتیازات در مسابقات رو در رو در بین تیم‌های مساوی.
2. اختلاف گل در مسابقات رو در رو در بین تیم‌های مساوی.
3. گلهای تیمهای مساوی در مسابقات رو در رو.
4. گلهای خارج از خانه در مسابقات رو در روی تیمهای مساوی (از آنجا که مسابقات در محل متمرکز برگزار می‌شود قابل استفاده نیست)
5. اگر بیش از دو تیم مساوی باشند و پس از اعمال تمام معیارهای سر به سر در بالا، زیرمجموعه ای از تیم‌ها هنوز مساوی هستند، تمام معیارهای سر به سر فوق منحصراً برای این زیر مجموعه تیم اعمال می‌شود.
6. تفاضل گل در تمام مسابقات گروهی.
7. گلهایی که در تمام مسابقات گروه به ثمر رسیده‌است.
8. ضربات پنالتی در صورتی که فقط دو تیم در آخرین مرحله گروه با هم بازی کنند، به ضربات پنالتی منجر شود.

۹. امتیاز انضباطی (کارت زرد = ۱ امتیاز، کارت قرمز در نتیجه دو کارت زرد = ۳ امتیاز، کارت قرمز مستقیم = ۳ امتیاز، کارت زرد و به دنبال آن کارت قرمز مستقیم = ۴ امتیاز).
۱۰. رتبه‌بندی انجمن.

## برنامه
برنامه هر روز مسابقه به شرح زیر است.
| روز مسابقه | تاریخ             | تاریخ     |
| روز مسابقه | منطقه غرب         | منطقه شرق |
| ---------- | ----------------- | --------- |
| روز ۱ بازی | ۱۴–۱۵ آوریل ۲۰۲۱  | ژوئن ۲۰۲۱ |
| روز ۲ بازی | ۱۷–۱۸ آوریل ۲۰۲۱  | ژوئن ۲۰۲۱ |
| روز ۳ بازی | ۲۰–۲۱ آوریل ۲۰۲۱  | ژوئن ۲۰۲۱ |
| روز ۴ بازی | ۲۳–۲۴ آوریل ۲۰۲۱  | ژوئن ۲۰۲۱ |
| روز ۵ بازی | ۲۶–۲۷ آوریل ۲۰۲۱  | ژوئن ۲۰۲۱ |
| روز ۶ بازی | ۲۹–۳۰۰ آوریل ۲۰۲۱ | ژوئن ۲۰۲۱ |

## مکانهای متمرکز
در ۱۱ مارس ۲۰۲۱، AFC میزبان مرحله گروهی را تأیید کرد، به جز گروه H و I که میزبان آنها در تاریخ بعدی مشخص خواهد شد.
- گروه‌های A و D: ریاض، عربستان سعودی
- گروه B: شارجه، امارات متحده عربی
- گروه C: جده، عربستان سعودی
- گروه E: مارگائو، هند
- گروه F و G: بانکوک، تایلند
- گروه‌های H و I: تاشکند، ازبکستان
- گروه‌های J: بوریرام، تایلند

## مرحله گروهی

### گروه A
| رتبه | تیم            | بازی | ب | م | با | گ ز | گ خ | ت گ | امتیاز | صلاحیت               |
| ---- | -------------- | ---- | - | - | -- | --- | --- | --- | ------ | -------------------- |
| ۱    | استقلال دوشنبه | ۶    | ٣ | ۱ | ٢  | ١٠  | ٨   | ٢+  | ١٠     | صعود به یک‌هشتم نهایی |
| ۲    | الهلال (م)     | ۶    | ٣ | ۱ | ٢  | ١١  | ٩   | ٢+  | ١٠     | صعود به یک‌هشتم نهایی |
| ۳    | شباب الاهلی    | ۶    | ٢ | ۱ | ٣  | ۶   | ۶   | ٠   | ٧      |                      |
| ۴    | آلمالیق        | ۶    | ٢ | ۱ | ٣  | ٩   | ١٣  | ۴-  | ٧      |                      |

| گروه A         | عربستان سعودی | امارات متحده عربی | تاجیکستان | ازبکستان |
| -------------- | ------------- | ----------------- | --------- | -------- |
| الهلال         | —             | ٠-٢               | ۱-۳       | ۲-۲      |
| شباب الاهلی    | ۲-۰           | —                 | ۱-۰       | ۱-۳      |
| استقلال دوشنبه | ۱-۴           | ۰-۰               | —         | ١-٢      |
| آلمالیق        | ۴-۰           | ۱-۲               | ۳-۲       | —        |

| گروه A         | عربستان سعودی | امارات متحده عربی | تاجیکستان | ازبکستان |
| -------------- | ------------- | ----------------- | --------- | -------- |
| الهلال         | —             | ٠-٢               | ۱-۳       | ۲-۲      |
| شباب الاهلی    | ۲-۰           | —                 | ۱-۰       | ۱-۳      |
| استقلال دوشنبه | ۱-۴           | ۰-۰               | —         | ١-٢      |
| آلمالیق        | ۴-۰           | ۱-۲               | ۳-۲       | —        |

تیم میزبان:الهلال
تیم‌های صعود کرده (قطعی): استقلال دوشنبه، الهلال
تیم‌های حذف شده (قطعی):شباب الاهلی، آلمالیق
به روز شده برای مسابقه (های) بازی شده در ۲۷ آوریل ۲۰۲۱. منبع: AFC

#### بازی‌ها
| ۲۶ فروردین ۱۴۰۰ ۱/گروه A                           | الهلال    | ۲–۲ | آلمالیق   | عربستان، ریاض        |
| ۲۳:۳۰                                              | '۲۷ · ۳۶' |     | ۱۱' · ۷۰' | ورزشگاه: فیصل بن فهد |
| یادداشت: الهلال و آلمالیق به یک امتیاز رضایت دادند |           |     |           |                      |

| ۲۶ فروردین ۱۴۰۰ ۱/گروه A                                       | استقلال دوشنبه | ۰–۰ | شباب الاهلی | عربستان، ریاض    |
| ۲۳:۳۰                                                          |                |     |             | ورزشگاه: ملک فهد |
| یادداشت: استقلال دوشنبه و شباب الاهلی به یک امتیاز رضایت دادند |                |     |             |                  |

| ۲۹ فروردین ۱۴۰۰ ۲/گروه A                                      | شباب الاهلی | ۰–۲ | الهلال    | عربستان، ریاض        |
| ۲۳:۳۰                                                         |             |     | ۱۴' · ۲۸' | ورزشگاه: فیصل بن فهد |
| یادداشت: شباب الاهلی بازی با الهلال را با نتیجه ۰–۲ شکست خورد |             |     |           |                      |

| ۲۹ فروردین ۱۴۰۰ ۲/گروه A                                          | آلمالیق  | ۲–۳ | استقلال دوشنبه       | عربستان، ریاض    |
| ۲۳:۳۰                                                             | ۵۷'، ۹۰' |     | '۴۶ · ۵۵' · ۵۷'، ۹۰' | ورزشگاه: ملک فهد |
| یادداشت: آلمالیق بازی با استقلال دوشنبه را با نتیجه ۲–۳ شکست خورد |          |     |                      |                  |

| ۱ اردیبهشت ۱۴۰۰ ۳/گروه A                               | الهلال | ۳–۱ | استقلال | عربستان، ریاض        |
| ۲۳:۳۰                                                  |        |     |         | ورزشگاه: فیصل بن فهد |
| یادداشت: الهلال بازی با استقلال با نتیجه ۳–۱ پیروز شد. |        |     |         |                      |

| ۱ اردیبهشت ۱۴۰۰ ۳/گروه A                                         | آلمالیق | ۲–۱ | شباب الاهلی | عربستان، ریاض    |
| ۲۳:۳۰                                                            |         |     |             | ورزشگاه: ملک فهد |
| یادداشت: آلمالیق بازی با شباب الاهلی را با نتیجه را ۲–۱ پیروز شد |         |     |             |                  |

| ۴ اردیبهشت ۱۴۰۰ ۴/گروه A                                         | شباب الاهلی | ۳–۱ | آلمالیق | عربستان، ریاض    |
| ۲۳:۳۰                                                            |             |     |         | ورزشگاه: ملک فهد |
| یادداشت: شباب الاهلی بازی با آلمالیق را با نتیجه را ۳–۱ پیروز شد |             |     |         |                  |

| ۴ اردیبهشت ۱۴۰۰ ۴/گروه A                               | استقلال | ۴–۱ | الهلال | عربستان، ریاض        |
| ۲۳:۳۰                                                  |         |     |        | ورزشگاه: فیصل بن فهد |
| یادداشت: استقلال بازی با الهلال با نتیجه ۴–۱ پیروز شد. |         |     |        |                      |

| ۷ اردیبهشت ۱۴۰۰ ۵/گروه A                                           | شباب الاهلی | ۱–۰ | استقلال دوشنبه | عربستان، ریاض    |
| ۲۳:۳۰                                                              |             |     |                | ورزشگاه: ملک فهد |
| یادداشت: شباب الاهلی بازی با استقلال دوشنبه با نتیجه ۰–۱ شکست خورد |             |     |                |                  |

| ۷ اردیبهشت ۱۴۰۰ ۵/گروه A                               | آلمالیق | ۰–۳ | الهلال | عربستان، ریاض        |
| ۲۳:۳۰                                                  |         |     |        | ورزشگاه: فیصل بن فهد |
| یادداشت: آلمالیق بازی با الهلال با نتیجه ۰–۳ شکست خورد |         |     |        |                      |

| ۱۰ اردیبهشت ۱۴۰۰ ۶/گروه A                                             | الهلال | ۰–۲ | شباب الاهلی | عربستان، ریاض        |
| ۲۳:۳۰                                                                 |        |     |             | ورزشگاه: فیصل بن فهد |
| یادداشت: الهلال بازی خود مقابل شباب الاهلی را با نتیجه ۰–۲ شکست خورد. |        |     |             |                      |

| ۱۰ اردیبهشت ۱۴۰۰ ۶/گروه A                                               | استقلال دوشنبه | ۱–۲ | آلمالیق | عربستان، ریاض    |
| ۲۳:۳۰                                                                   |                |     |         | ورزشگاه: ملک فهد |
| یادداشت: استقلال تاجیکستان بازی مقابل آلمالیق را با نتیجه ۱–۲ شکست خورد |                |     |         |                  |

### گروه B
| رتبه | تیم         | بازی | ب | م | با | گ ز | گ خ | ت گ | امتیاز | صلاحیت               |
| ---- | ----------- | ---- | - | - | -- | --- | --- | --- | ------ | -------------------- |
| ۱    | الشارجه (م) | ۶    | ۳ | ۲ | ١  | ۹   | ۶   | ٣+  | ۱۱     | صعود به یک‌هشتم نهایی |
| ۲    | تراکتور     | ۶    | ٢ | ۴ | ۰  | ۶   | ٣   | ٣+  | ١٠     | صعود به یک‌هشتم نهایی |
| ۳    | پاختاکور    | ۶    | ۱ | ۴ | ۱  | ۶   | ۸   | ۲-  | ۷      |                      |
| ۴    | نیروی هوایی | ۶    | ۰ | ۲ | ۴  | ۲   | ۶   | ۴-  | ۲      |                      |

| گروه B      | امارات متحده عربی | ایران | ازبکستان | عراق |
| ----------- | ----------------- | ----- | -------- | ---- |
| الشارجه     | —                 | ٠-٢   | ۱-۴      | ۰-۱  |
| تراکتور     | ۰-۰               | —     | ۰-۰      | ۰-۱  |
| پاختاکور    | ۱-۱               | ۳-۳   | —        | ۰-۱  |
| نیروی هوایی | ۳-۲               | ۰-۰   | ۰-۰      | —    |

| گروه B      | امارات متحده عربی | ایران | ازبکستان | عراق |
| ----------- | ----------------- | ----- | -------- | ---- |
| الشارجه     | —                 | ٠-٢   | ۱-۴      | ۰-۱  |
| تراکتور     | ۰-۰               | —     | ۰-۰      | ۰-۱  |
| پاختاکور    | ۱-۱               | ۳-۳   | —        | ۰-۱  |
| نیروی هوایی | ۳-۲               | ۰-۰   | ۰-۰      | —    |

تیم میزبان:الشارجه
تیم‌های صعود کرده (قطعی): الشارجه، تراکتور
تیم‌های حذف شده (قطعی):پاختاکور، نیروی هوایی
به روز شده برای مسابقه (های) بازی شده در ۲۹ آوریل ۲۰۲۱. منبع: AFC

#### بازی‌ها
| ۲۵ فروردین ۱۴۰۰ ۱/گروه B                             |                                                              | ۳–۳ |                                                         | امارات، شارجه    |
| ۱۹:۳۰                                                | دراگان چران ۶۹' · شرف محیی‌الدینوف ۷۵' · خواجه‌مات ارکینوف ۸۲' |     | اشکان دژآگه ۵۳' · محمد عباس‌زاده ۵۶' · محمد عباس‌زاده ۸۵' | ورزشگاه: الشارجه |
| یادداشت: پاختاکور و تراکتور به یک امتیاز رضایت دادند |                                                              |     |                                                         |                  |

| ۲۵ فروردین ۱۴۰۰ ۱/گروه B                                    | شارجه | ۱–۰ | نیروی هوایی | امارات، شارجه    |
| ۲۲:۳۰                                                       | ۶۲'   |     |             | ورزشگاه: الشارجه |
| یادداشت: شارجه بازی با نیروی هوایی را با نتیجه ۱–۰ پیروز شد |       |     |             |                  |

| ۲۸ فروردین ۱۴۰۰ ۲/گروه B                                 | نیروی هوایی | ۰–۰ | پاختاکور | امارات، شارجه    |
| ۱۹:۳۰                                                    |             |     |          | ورزشگاه: الشارجه |
| یادداشت: نیروی هوایی و پاختاکور به یک امتیاز رضایت دادند |             |     |          |                  |

| ۲۸ فروردین ۱۴۰۰ ۲/گروه B                          | تراکتور | ۰–۰ | شارجه | امارات، شارجه    |
| ۲۲:۳۰                                             |         |     |       | ورزشگاه: الشارجه |
| یادداشت: تراکتور و شارجه به یک امتیاز رضایت دادند |         |     |       |                  |

| ۳۱ فروردین ۱۴۰۰ ۳/گروه B                                | نیروی هوایی | ۰–۰ | تراکتور | امارات، شارجه    |
| ۱۹:۳۰                                                   |             |     |         | ورزشگاه: الشارجه |
| یادداشت: نیروی هوایی و تراکتور به یک امتیاز رضایت دادند |             |     |         |                  |

| ۳۱ فروردین ۱۴۰۰ ۳/گروه B                                 | شارجه                 | ۴–۱ | پاختاکور | امارات، شارجه    |
| ۲۲:۳۰                                                    | ۱۰' · ۲۶' · ۵۸' · ۶۲' |     | ۲۱'      | ورزشگاه: الشارجه |
| یادداشت: شارجه بازی با پاختاکور را با نتیجه ۴–۱ پیروز شد |                       |     |          |                  |

| ۳ اردیبهشت ۱۴۰۰ ۴/گروه B                                    | تراکتور | ۰–۱ | نیروی هوایی | امارات، شارجه    |
| ۱۹:۳۰                                                       |         |     |             | ورزشگاه: الشارجه |
| یادداشت: تراکتور بازی با نیروی هوایی با نتیجه ۱–۰ پیروز شد. |         |     |             |                  |

| ۳ اردیبهشت ۱۴۰۰ ۴/گروه B                           | پاختاکور | ۱–۱ | شارجه | امارات، شارجه    |
| ۲۲:۳۰                                              | ۵۱'      |     | ۸۷'   | ورزشگاه: الشارجه |
| یادداشت: پاختاکور و شارجه به یک امتیاز رضایت دادند |          |     |       |                  |

| ۶ اردیبهشت ۱۴۰۰ ۵/گروه B                             | تراکتور | ۰–۰ | پاختاکور | امارات، شارجه    |
| ۱۹:۳۰                                                |         |     |          | ورزشگاه: الشارجه |
| یادداشت: تراکتور و پاختاکور به یک امتیاز رضایت دادند |         |     |          |                  |

| ۶ اردیبهشت ۱۴۰۰ ۵/گروه B                                     | نیروی هوایی | ۲–۳ | شارجه | امارات، شارجه    |
| ۲۲:۳۰                                                        |             |     |       | ورزشگاه: الشارجه |
| یادداشت: نیروی هوایی بازی با شارجه را با نتیجه ۲–۳ شکست خورد |             |     |       |                  |

| ۹ اردیبهشت ۱۴۰۰ ۶/گروه B                                       | پاختاکور | ۱–۰ | نیروی هوایی | امارات، شارجه    |
| ۱۹:۳۰                                                          | ۷۹'      |     |             | ورزشگاه: الشارجه |
| یادداشت: پاختاکور بازی با نیروی هوایی را با نتیجه ۱–۰ پیروز شد |          |     |             |                  |

| ۹ اردیبهشت ۱۴۰۰ ۶/گروه B                                 | شارجه | ۰–۲ | تراکتور                              | امارات، شارجه    |
| ۲۲:۳۰                                                    |       |     | محمد عباس‌زاده ۷' · محمد عباس‌زاده ۶۶' | ورزشگاه: الشارجه |
| یادداشت: شارجه بازی با تراکتور را با نتیجه ۰–۲ شکست خورد |       |     |                                      |                  |

### گروه C
| رتبه | تیم        | بازی | ب | م | با | گ ز | گ خ | ت گ | امتیاز | صلاحیت               |
| ---- | ---------- | ---- | - | - | -- | --- | --- | --- | ------ | -------------------- |
| ۱    | استقلال    | ۶    | ۳ | ۲ | ١  | ١۴  | ٨   | ۶+  | ۱۱     | صعود به یک‌هشتم نهایی |
| ۲    | الدحیل     | ۶    | ۲ | ٣ | ۱  | ١١  | ٩   | ٢+  | ٩      |                      |
| ۳    | الاهلی (م) | ۶    | ۲ | ٣ | ۱  | ٩   | ٨   | ۱+  | ٩      |                      |
| ۴    | الشرطه     | ۶    | ١ | ۰ | ۵  | ٣   | ۱۲  | ۹-  | ٣      |                      |

| گروه C  | قطر | عربستان سعودی | ایران | عراق |
| ------- | --- | ------------- | ----- | ---- |
| الدحیل  | —   | ١-١           | ۳-۴   | ۰-۲  |
| الاهلی  | ۱-۱ | —             | ٠-٠   | ۱-۲  |
| استقلال | ۲-۲ | ۲-۵           | —     | ۰-۱  |
| الشرطه  | ٢-١ | ۳-۰           | ۳-۰   | —    |

| گروه C  | قطر | عربستان سعودی | ایران | عراق |
| ------- | --- | ------------- | ----- | ---- |
| الدحیل  | —   | ١-١           | ۳-۴   | ۰-۲  |
| الاهلی  | ۱-۱ | —             | ٠-٠   | ۱-۲  |
| استقلال | ۲-۲ | ۲-۵           | —     | ۰-۱  |
| الشرطه  | ٢-١ | ۳-۰           | ۳-۰   | —    |

تیم میزبان:الاهلی
تیم‌های صعود کرده (قطعی): استقلال
تیم‌های حذف شده (قطعی): الدحیل، الاهلی، الشرطه
به روز شده برای مسابقه (های) بازی شده در ۲۷ آوریل ۲۰۲۱. منبع: AFC

#### بازی‌ها
| ۲۶ فروردین ۱۴۰۰ ۱/گروه C                                | الدحیل    | ۲–۰ | الشرطه | عربستان، جده         |
| ۲۲:۱۵                                                   | '۳۶ · ۵۳' |     |        | ورزشگاه: ملک عبدالله |
| یادداشت: الدحیل بازی با الشرطه را با نتیجه ۲–۰ پیروز شد |           |     |        |                      |

| ۲۷ فروردین ۱۴۰۰ ۱/گروه C                                 | استقلال                                                                    | ۵–۲ | الاهلی              | عربستان، جده         |
| ۰۰:۴۵                                                    | فرشید اسماعیلی ۵' · محمد نادری ۵۴' · مهدی قایدی ۶۷'، ۸۶' · شیخ دیاباته ۸۹' |     | عمر السومه ۲۷'، ۷۹' | ورزشگاه: ملک عبدالله |
| یادداشت: استقلال بازی با الاهلی را با نتیجه ۵–۲ پیروز شد |                                                                            |     |                     |                      |

| ۲۹ فروردین ۱۴۰۰ ۲/گروه C                          | الاهلی | ۱–۱ | الدحیل | عربستان، جده         |
| ۲۲:۱۵                                             | ۹۰+۱'  |     | ۵۳'    | ورزشگاه: ملک عبدالله |
| یادداشت: الاهلی و الدحیل به یک امتیاز رضایت دادند |        |     |        |                      |

| ۳۰ فروردین ۱۴۰۰ ۲/گروه C                                  | الشرطه | ۰–۳ | استقلال                                               | عربستان، جده         |
| ۰۰:۴۵                                                     |        |     | محمد نادری ۴۴' · فرشید اسماعیلی ۵۴' · شیخ دیاباته ۶۴' | ورزشگاه: ملک عبدالله |
| یادداشت: الشرطه بازی با استقلال را با نتیجه ۰–۳ شکست خورد |        |     |                                                       |                      |

| ۱ اردیبهشت ۱۴۰۰ ۳/گروه C                                 | الدحیل                                                         | ۴–۳ | استقلال                                                    | عربستان، جده         |
| ۲۲:۱۵                                                    | مایکل اولونگا ۱۰' ۲۷' · عبدالله الاحرق ۴۳' · مایکل اولونگا ۸۵' |     | امیرارسلان مطهری ۴' · شیخ دیاباته ۳۴' · فرشید اسماعیلی ۷۴' | ورزشگاه: ملک عبدالله |
| یادداشت: الدحیل بازی با استقلال را با نتیجه ۴–۳ پیروز شد |                                                                |     |                                                            |                      |

| ۲ اردیبهشت ۱۴۰۰ ۳/گروه C                                 | الشرطه | ۰–۳ | الاهلی            | عربستان، جده         |
| ۰۰:۴۵                                                    |        |     | ۲۲' · ۳۷' · ۴+۹۰' | ورزشگاه: ملک عبدالله |
| یادداشت: الشرطه بازی با الاهلی را با نتیجه ۰–۳ شکست خورد |        |     |                   |                      |

| ۴ اردیبهشت ۱۴۰۰ ۴/گروه C                                | الاهلی | ۲–۱ | الشرطه | عربستان، جده         |
| ۲۲:۱۵                                                   |        |     |        | ورزشگاه: ملک عبدالله |
| یادداشت: الاهلی بازی با الشرطه را با نتیجه ۲–۱ پیروز شد |        |     |        |                      |

| ۵ اردیبهشت ۱۴۰۰ ۴/گروه C                            | استقلال | ۲–۲ | الدحیل | عربستان، جده         |
| ۰۰:۴۵                                               |         |     |        | ورزشگاه: ملک عبدالله |
| یادداشت: الدحیل و استقلال به یک امتیاز رضایت دادند. |         |     |        |                      |

| ۷ اردیبهشت ۱۴۰۰ ۵/گروه C                                | الشرطه | ۲–۱ | الدحیل | عربستان، جده         |
| ۲۲:۱۵                                                   |        |     |        | ورزشگاه: ملک عبدالله |
| یادداشت: الشرطه بازی با الدحیل را با نتیجه ۲–۱ پیروز شد |        |     |        |                      |

| ۸ اردیبهشت ۱۴۰۰ ۵/گروه C                            | الاهلی | ۰–۰ | استقلال | عربستان، جده         |
| ۰۰:۴۵                                               |        |     |         | ورزشگاه: ملک عبدالله |
| یادداشت: الاهلی با استقلال به یک امتیاز رضایت دادند |        |     |         |                      |

| ۱۰ اردیبهشت ۱۴۰۰ ۶/گروه C                             | استقلال | ۱–۰ | الشرطه | عربستان، جده         |
| ۲۲:۱۵                                                 |         |     |        | ورزشگاه: ملک عبدالله |
| یادداشت: استقلال بازی با الشرطه با نتیجه ۰–۱ پیروز شد |         |     |        |                      |

| ۱۱ اردیبهشت ۱۴۰۰ ۶/گروه C                                       | الدحیل | ۱–۱ | الاهلی | عربستان، جده         |
| ۰۰:۴۵                                                           |        |     |        | ورزشگاه: ملک عبدالله |
| یادداشت: بازی الدحیل و الاهلی با نتیجه مساوی ۱–۱ به پایان رسید. |        |     |        |                      |

### گروه D
| رتبه | تیم       | بازی | ب | م | با | گ ز | گ خ | ت گ | امتیاز | صلاحیت               |
| ---- | --------- | ---- | - | - | -- | --- | --- | --- | ------ | -------------------- |
| ۱    | النصر (م) | ۶    | ۳ | ٢ | ۱  | ٩   | ۵   | ۴+  | ۱١     | صعود به یک‌هشتم نهایی |
| ۲    | السد      | ۶    | ٣ | ١ | ٢  | ٩   | ٧   | ٢+  | ١٠     |                      |
| ۳    | الوحدات   | ۶    | ٢ | ١ | ٣  | ۴   | ٧   | ٣-  | ٧      |                      |
| ۴    | فولاد     | ۶    | ۱ | ٢ | ۳  | ۳   | ۶   | ٣-  | ۵      |                      |

| گروه D  | قطر | عربستان سعودی | اردن | ایران |
| ------- | --- | ------------- | ---- | ----- |
| السد    | —   | ١-٢           | ۱-۳  | ۱-۱   |
| النصر   | ۱-۳ | —             | ۲-۱  | ۰-۲   |
| الوحدات | ۲-۰ | ۰-۰           | —    | ١-٠   |
| فولاد   | ۱-۰ | ۱-۱           | ۰-۱  | —     |

| گروه D  | قطر | عربستان سعودی | اردن | ایران |
| ------- | --- | ------------- | ---- | ----- |
| السد    | —   | ١-٢           | ۱-۳  | ۱-۱   |
| النصر   | ۱-۳ | —             | ۲-۱  | ۰-۲   |
| الوحدات | ۲-۰ | ۰-۰           | —    | ١-٠   |
| فولاد   | ۱-۰ | ۱-۱           | ۰-۱  | —     |

تیم میزبان: النصر
تیم‌های صعود کرده (قطعی): النصر
تیم‌های حذف شده (قطعی): السد، فولاد، الوحدات
به روز شده در مسابقات ۲۹ آوریل ۲۰۲۱ انجام شده‌است. منبع: AFC

#### بازی‌ها
| ۲۵ فروردین ۱۴۰۰ ۱/گروه D                          | الوحدات | ۰–۰ | النصر | عربستان، ریاض             |
| ۲۲:۳۰                                             |         |     |       | ورزشگاه: دانشگاه ملک سعود |
| یادداشت: الوحدات و النصر به یک امتیاز رضایت دادند |         |     |       |                           |

| ۲۵ فروردین ۱۴۰۰ ۱/گروه D                       | السد            | ۱–۱ | فولاد                  | عربستان، ریاض    |
| ۲۲:۳۰                                          | بوعلام خوخی ۸۹' |     | لوسیانو پریرا مندز ۶۱' | ورزشگاه: ملک فهد |
| یادداشت: السد و فولاد به یک امتیاز رضایت دادند |                 |     |                        |                  |

| ۲۸ فروردین ۱۴۰۰ ۲/گروه D                                | فولاد             | ۱–۰ | الوحدات | عربستان، ریاض    |
| ۲۲:۳۰                                                   | لوسیانو پریرا ۴۴' |     |         | ورزشگاه: ملک فهد |
| یادداشت: فولاد بازی با الوحدات را با نتیجه ۱–۰ پیروز شد |                   |     |         |                  |

| ۲۸ فروردین ۱۴۰۰ ۲/گروه D                             | النصر                 | ۳–۱ | السد | عربستان، ریاض             |
| ۲۲:۳۰                                                | ۳۷' (پ) · ۷۹' · ۹۰+۴' |     | ۵۹'  | ورزشگاه: دانشگاه ملک سعود |
| یادداشت: النصر بازی با السد را با نتیجه ۳–۱ پیروز شد |                       |     |      |                           |

| ۳۱ فروردین ۱۴۰۰ ۳/گروه D                               | السد | ۳–۱ | الوحدات | عربستان، ریاض    |
| ۲۲:۳۰                                                  |      |     |         | ورزشگاه: ملک فهد |
| یادداشت: السد بازی با الوحدات را با نتیجه ۳–۱ پیروز شد |      |     |         |                  |

| ۳۱ فروردین ۱۴۰۰ ۳/گروه D                        | فولاد              | ۱–۱ | النصر     | عربستان، ریاض             |
| ۲۲:۳۰                                           | عبدالله الامری ۵۲' |     | پتروس ۶۹' | ورزشگاه: دانشگاه ملک سعود |
| یادداشت: فولاد و النصر به یک امتیاز رضایت دادند |                    |     |           |                           |

| ۳ اردیبهشت ۱۴۰۰ ۴/گروه D                              | النصر                                       | ۲–۰ | فولاد | عربستان، ریاض             |
| ۲۲:۳۰                                                 | عبدالفتاخ عسیری ۵۴' · عبدالرزاق حمدالله ۸۵' |     |       | ورزشگاه: دانشگاه ملک سعود |
| یادداشت: النصر بازی با فولاد را با نتیجه ۲–۰ پیروز شد |                                             |     |       |                           |

| ۳ اردیبهشت ۱۴۰۰ ۴/گروه D                               | الوحدات | ۱–۳ | السد | عربستان، ریاض    |
| ۲۲:۳۰                                                  |         |     |      | ورزشگاه: ملک فهد |
| یادداشت: السد بازی با الوحدات را با نتیجه ۳–۱ پیروز شد |         |     |      |                  |

| ۶ اردیبهشت ۱۴۰۰ ۵/گروه D                                 | النصر | ۱–۲ | الوحدات | عربستان، ریاض             |
| ۲۲:۳۰                                                    |       |     |         | ورزشگاه: دانشگاه ملک سعود |
| یادداشت: النصر بازی با الوحدات را با نتیجه ۱–۲ شکست خورد |       |     |         |                           |

| ۶ اردیبهشت ۱۴۰۰ ۵/گروه D                             | السد | ۱–۰ | فولاد | عربستان، ریاض    |
| ۲۲:۳۰                                                |      |     |       | ورزشگاه: ملک فهد |
| یادداشت: السد بازی با فولاد را با نتیجه ۱–۰ پیروز شد |      |     |       |                  |

| ۹ اردیبهشت ۱۴۰۰ ۶/گروه D                                | الوحدات | ۱–۰ | فولاد | عربستان، ریاض    |
| ۲۲:۳۰                                                   |         |     |       | ورزشگاه: ملک فهد |
| یادداشت: الوحدات بازی با فولاد را با نتیجه ۱–۰ پیروز شد |         |     |       |                  |

| ۹ اردیبهشت ۱۴۰۰ ۶/گروه D                              | السد | ۱–۲ | النصر | عربستان، ریاض             |
| ۲۲:۳۰                                                 |      |     |       | ورزشگاه: دانشگاه ملک سعود |
| یادداشت: السد بازی با النصر را با نتیجه ۱–۲ شکست خورد |      |     |       |                           |

### گروه E
| رتبه | تیم      | بازی | ب | م | با | گ ز | گ خ | ت گ | امتیاز | صلاحیت               |
| ---- | -------- | ---- | - | - | -- | --- | --- | --- | ------ | -------------------- |
| ۱    | پرسپولیس | ۶    | ۵ | ۰ | ۱  | ۱۴  | ۵   | ۹+  | ۱۵     | صعود به یک‌هشتم نهایی |
| ۲    | الوحده   | ۶    | ۴ | ۱ | ۱  | ۷   | ۳   | ۴+  | ۱۳     | صعود به یک‌هشتم نهایی |
| ۳    | گوآ (م)  | ۶    | ۰ | ۳ | ۳  | ۲   | ۹   | ۷-  | ۳      |                      |
| ۴    | الریان   | ۶    | ۰ | ۲ | ۴  | ۶   | ۱۲  | ۶-  | ۲      |                      |

| گروه E   | ایران | قطر | هند | امارات متحده عربی |
| -------- | ----- | --- | --- | ----------------- |
| پرسپولیس | —     | ۲-۴ | ۱-۲ | ۰-۱               |
| الريان   | ۳-۱   | —   | ۱-۱ | ۱-۰               |
| گوآ      | ۴-۰   | ۰-۰ | —   | ۲-۰               |
| الوحده   | ۰-۱   | ۲-۳ | ۰-۰ | —                 |

| گروه E   | ایران | قطر | هند | امارات متحده عربی |
| -------- | ----- | --- | --- | ----------------- |
| پرسپولیس | —     | ۲-۴ | ۱-۲ | ۰-۱               |
| الريان   | ۳-۱   | —   | ۱-۱ | ۱-۰               |
| گوآ      | ۴-۰   | ۰-۰ | —   | ۲-۰               |
| الوحده   | ۰-۱   | ۲-۳ | ۰-۰ | —                 |

تیم میزبان:گوآ
تیم‌های صعود کرده (قطعی): پرسپولیس، الوحده
تیم‌های حذف شده (قطعی):گوآ، الریان
به روز شده در مسابقات ۲۹ آوریل ۲۰۲۱ انجام شده‌است. منبع: AFC

#### بازی‌ها
| ۲۵ فروردین ۱۴۰۰ ۱/گروه E                                  | پرسپولیس           | ۱–۰ | الوحده | هند، مارگائو     |
| ۱۹:۰۰                                                     | سید جلال حسینی ۴۱' |     |        | ورزشگاه: فاتوردا |
| یادداشت: پرسپولیس بازی با الوحده را با نتیجه ۱–۰ پیروز شد |                    |     |        |                  |

| ۲۵ فروردین ۱۴۰۰ ۱/گروه E                       | گوآ | ۰–۰ | الریان | هند، مارگائو     |
| ۲۱:۳۰                                          |     |     |        | ورزشگاه: فاتوردا |
| یادداشت: گوآ و الریان به یک امتیاز رضایت دادند |     |     |        |                  |

| ۲۸ فروردین ۱۴۰۰ ۲/گروه E                       | الوحده | ۰–۰ | گوآ | هند، مارگائو     |
| ۱۹:۰۰                                          |        |     |     | ورزشگاه: فاتوردا |
| یادداشت: الوحده و گوآ به یک امتیاز رضایت دادند |        |     |     |                  |

| ۲۸ فروردین ۱۴۰۰ ۲/گروه E                                         | الریان            | ۱–۳ | پرسپولیس                                      | هند، مارگائو     |
| ۲۱:۳۰                                                            | نایف الحضرامی ۱۹' |     | کمال کامیابی نیا ۴۷' · شهریار مغانلو ۴۹'، ۵۷' | ورزشگاه: فاتوردا |
| یادداشت: الریان بازی با پرسپولیس ایران را با نتیجه ۱–۳ شکست خورد |                   |     |                                               |                  |

| ۳۱ فروردین ۱۴۰۰ ۳/گروه E                                | الوحده                                               | ۳–۲ | الریان                                 | هند، مارگائو     |
| ۱۹:۰۰                                                   | مایئنا آیده ۶۶' · خلیل ابراهیم ۸۵' · فارس جمعه ۹۰+۴' |     | شجاع خلیل‌زاده ۱۳' · عبدالعزیز حاتم ۵۴' | ورزشگاه: فاتوردا |
| یادداشت: الوحده بازی با الریان را با نتیجه ۳–۲ پیروز شد |                                                      |     |                                        |                  |

| ۳۱ فروردین ۱۴۰۰ ۳/گروه E                               | پرسپولیس                                | ۲–۱ | گوآ          | هند، مارگائو     |
| ۲۱:۳۰                                                  | مهدی ترابی ۱۸' (پ) · سید جلال حسینی ۲۴' |     | ادو بدیا ۱۹' | ورزشگاه: فاتوردا |
| یادداشت: پرسپولیس بازی با گوآ را با نتیجه ۲–۱ پیروز شد |                                         |     |              |                  |

| ۳ اردیبهشت ۱۴۰۰ ۴/گروه E                                 | الریان | ۰–۱ | الوحده | هند، مارگائو     |
| ۱۹:۰۰                                                    |        |     |        | ورزشگاه: فاتوردا |
| یادداشت: الریان بازی با الوحده را با نتیجه ۰–۱ شکست خورد |        |     |        |                  |

| ۳ اردیبهشت ۱۴۰۰ ۴/گروه E                                | گوآ | ۰–۴ | پرسپولیس | هند، مارگائو     |
| ۲۱:۳۰                                                   |     |     |          | ورزشگاه: فاتوردا |
| یادداشت: گوآ بازی با پرسپولیس را با نتیجه ۰–۴ شکست خورد |     |     |          |                  |

| ۶ اردیبهشت ۱۴۰۰ ۵/گروه E                                  | الوحده | ۱–۰ | پرسپولیس | هند، مارگائو     |
| ۱۹:۰۰                                                     |        |     |          | ورزشگاه: فاتوردا |
| یادداشت: الوحده بازی با پرسپولیس را با نتیجه ۱–۰ پیروز شد |        |     |          |                  |

| ۶ اردیبهشت ۱۴۰۰ ۵/گروه E                       | الریان | ۱–۱ | گوآ | هند، مارگائو     |
| ۲۱:۳۰                                          |        |     |     | ورزشگاه: فاتوردا |
| یادداشت: الریان و گوآ به یک امتیاز رضایت دادند |        |     |     |                  |

| ۹ اردیبهشت ۱۴۰۰ ۶/گروه E                                  | پرسپولیس | ۴–۲ | الریان | هند، مارگائو     |
| ۱۹:۰۰                                                     |          |     |        | ورزشگاه: فاتوردا |
| یادداشت: پرسپولیس بازی با الریان را با نتیجه ۴–۲ پیروز شد |          |     |        |                  |

| ۹ اردیبهشت ۱۴۰۰ ۶/گروه E                              | گوآ | ۰–۲ | الوحده | هند، مارگائو     |
| ۲۱۳۰                                                  |     |     |        | ورزشگاه: فاتوردا |
| یادداشت: گوآ بازی با الوحده را با نتیجه ۰–۲ شکست خورد |     |     |        |                  |

### گروه F
| رتبه | تیم                     | بازی | ب | م | با | گ ز | گ خ | ت گ | امتیاز | صلاحیت               |
| ---- | ----------------------- | ---- | - | - | -- | --- | --- | --- | ------ | -------------------- |
| ۱    | اولسان هیوندای          | ۶    | ۶ | ۰ | ۰  | ۱۳  | ۱   | ۱۲+ | ۱۸     | صعود به یک‌هشتم نهایی |
| ۲    | بی جی پاتوم یونایتد (م) | ۶    | ۴ | ۰ | ۲  | ۱۰  | ۶   | ۴+  | ۱۲     | صعود به یک‌هشتم نهایی |
| ۳    | ویتل                    | ۶    | ۲ | ۰ | ۴  | ۷   | ۹   | ۲-  | ۶      |                      |
| ۴    | کایا ایلویلو            | ۶    | ۰ | ۰ | ۶  | ۲   | ۱۶  | ۱۴- | ۰      |                      |

| گروه F         | تایلند | کره جنوبی | ویتنام | فیلیپین |
| -------------- | ------ | --------- | ------ | ------- |
| پاتوم یونایتد  | —      | ۰–۲       | ۲–۰    | ۴–۱     |
| اولسان هیوندای | ۲–۰    | —         | ۳–۰    | ۲–۱     |
| ویتل           | ۱–۳    | ۰–۱       | —      | ۱–۰     |
| کایا ایلویلو   | ۰–۱    | ۰–۳       | ۰–۵    | —       |

| گروه F         | تایلند | کره جنوبی | ویتنام | فیلیپین |
| -------------- | ------ | --------- | ------ | ------- |
| پاتوم یونایتد  | —      | ۰–۲       | ۲–۰    | ۴–۱     |
| اولسان هیوندای | ۲–۰    | —         | ۳–۰    | ۲–۱     |
| ویتل           | ۱–۳    | ۰–۱       | —      | ۱–۰     |
| کایا ایلویلو   | ۰–۱    | ۰–۳       | ۰–۵    | —       |

اولین مسابقه در ۲۲ ژوئن ۲۰۲۱ برگزار می‌شود. منبع: AFC

### گروه G
| رتبه | تیم              | بازی | ب | م | با | گ ز | گ خ | ت گ | امتیاز | صلاحیت               |
| ---- | ---------------- | ---- | - | - | -- | --- | --- | --- | ------ | -------------------- |
| ۱    | ناگویا گرامپوس   | ۶    | ۵ | ۱ | ۰  | ۱۴  | ۲   | ۱۲+ | ۱۶     | صعود به یک‌هشتم نهایی |
| ۲    | پوهانگ استیلرز   | ۶    | ۳ | ۲ | ۱  | ۹   | ۵   | ۴+  | ۱۱     | صعود به یک‌هشتم نهایی |
| ۳    | جوهور دارالتعظیم | ۶    | ۱ | ۱ | ۴  | ۳   | ۹   | ۶-  | ۴      |                      |
| ۴    | راتچابوری (م)    | ۶    | ۰ | ۲ | ۴  | ۰   | ۱۰  | ۱۰- | ۲      |                      |

| گروه G         | کره جنوبی | ژاپن | مالزی | تایلند |
| -------------- | --------- | ---- | ----- | ------ |
| پوهانگ استیلرز | —         | ۱–۱  | ۴–۱   | ۲–۰    |
| ناگویا گرامپوس | ۳–۰       | —    | ۲–۱   | ۳–۰    |
| جوهور          | ۰–۲       | ۰–۱  | —     | ۰–۰    |
| راتچابوری      | ۰–۰       | ۰–۴  | ۰–۱   | —      |

| گروه G         | کره جنوبی | ژاپن | مالزی | تایلند |
| -------------- | --------- | ---- | ----- | ------ |
| پوهانگ استیلرز | —         | ۱–۱  | ۴–۱   | ۲–۰    |
| ناگویا گرامپوس | ۳–۰       | —    | ۲–۱   | ۳–۰    |
| جوهور          | ۰–۲       | ۰–۱  | —     | ۰–۰    |
| راتچابوری      | ۰–۰       | ۰–۴  | ۰–۱   | —      |

اولین مسابقه در ۲۱ ژوئن ۲۰۲۱ برگزار می‌شود. منبع: AFC

### گروه H
| رتبه | تیم                   | بازی | ب | م | با | گ ز | گ خ | ت گ | امتیاز | صلاحیت               |
| ---- | --------------------- | ---- | - | - | -- | --- | --- | --- | ------ | -------------------- |
| ۱    | چونبوک هیوندای موتورز | ۶    | ۵ | ۱ | ۰  | ۲۲  | ۵   | ۱۷+ | ۱۶     | صعود به یک‌هشتم نهایی |
| ۲    | گامبا اوزاکا          | ۶    | ۲ | ۳ | ۱  | ۱۵  | ۷   | ۸+  | ۹      |                      |
| ۳    | چیانگرای یونایتد      | ۶    | ۲ | ۲ | ۲  | ۸   | ۷   | ۱+  | ۸      |                      |
| ۴    | تامپینس روفرز         | ۶    | ۰ | ۰ | ۶  | ۱   | ۲۷  | ۲۶- | ۰      |                      |

| گروه H                | کره جنوبی | ژاپن | سنگاپور | تایلند |
| --------------------- | --------- | ---- | ------- | ------ |
| چونبوک هیوندای موتورز | —         | ۲–۱  | ۹–۰     | ۲–۱    |
| گامبا اوساکا          | ۲–۲       | —    | ۸–۱     | ۱–۱    |
| تامپینس روفرز         | ۰–۴       | ۰–۲  | —       | ۰–۳    |
| چیانگرای یونایتد      | ۱–۳       | ۱–۱  | ۱–۰     | —      |

| گروه H                | کره جنوبی | ژاپن | سنگاپور | تایلند |
| --------------------- | --------- | ---- | ------- | ------ |
| چونبوک هیوندای موتورز | —         | ۲–۱  | ۹–۰     | ۲–۱    |
| گامبا اوساکا          | ۲–۲       | —    | ۸–۱     | ۱–۱    |
| تامپینس روفرز         | ۰–۴       | ۰–۲  | —       | ۰–۳    |
| چیانگرای یونایتد      | ۱–۳       | ۱–۱  | ۱–۰     | —      |

اولین مسابقه در ۲۲ ژوئن ۲۰۲۱ برگزار می‌شود. منبع: AFC

### گروه I
| رتبه | تیم              | بازی | ب | م | با | گ ز | گ خ | ت گ | امتیاز | صلاحیت               |
| ---- | ---------------- | ---- | - | - | -- | --- | --- | --- | ------ | -------------------- |
| ۱    | کاوازاکی فرونتال | ۶    | ۶ | ۰ | ۰  | ۲۷  | ۳   | ۲۴+ | ۱۸     | صعود به یک‌هشتم نهایی |
| ۲    | دئگو             | ۶    | ۴ | ۰ | ۲  | ۲۲  | ۶   | ۱۶+ | ۱۲     | صعود به یک‌هشتم نهایی |
| ۳    | یونایتد سیتی     | ۶    | ۱ | ۱ | ۴  | ۴   | ۲۴  | ۲۰- | ۴      |                      |
| ۴    | بیجینگ گوان      | ۶    | ۰ | ۱ | ۵  | ۳   | ۲۳  | ۲۰- | ۱      |                      |

| گروه I           | ژاپن | چین | فیلیپین | کره جنوبی |
| ---------------- | ---- | --- | ------- | --------- |
| کاوازاکی فرونتال | —    | ۴–۰ | ۸–۰     | ۳–۲       |
| بیجینگ گوان      | ۰–۷  | —   | ۲–۳     | ۰–۳       |
| یونایتد سیتی     | ۰–۲  | ۱–۱ | —       | ۰–۴       |
| دئگو             | ۱–۳  | ۵–۰ | ۷–۰     | —         |

| گروه I           | ژاپن | چین | فیلیپین | کره جنوبی |
| ---------------- | ---- | --- | ------- | --------- |
| کاوازاکی فرونتال | —    | ۴–۰ | ۸–۰     | ۳–۲       |
| بیجینگ گوان      | ۰–۷  | —   | ۲–۳     | ۰–۳       |
| یونایتد سیتی     | ۰–۲  | ۱–۱ | —       | ۰–۴       |
| دئگو             | ۱–۳  | ۵–۰ | ۷–۰     | —         |

اولین مسابقه در ۲۱ ژوئن ۲۰۲۱ برگزار می‌شود. منبع: AFC

### گروه J
| رتبه | تیم              | بازی | ب | م | با | گ ز | گ خ | ت گ | امتیاز | صلاحیت               |
| ---- | ---------------- | ---- | - | - | -- | --- | --- | --- | ------ | -------------------- |
| ۱    | سرزو اوساکا      | ۶    | ۴ | ۲ | ۰  | ۱۳  | ۲   | ۱۱+ | ۱۴     | صعود به یک‌هشتم نهایی |
| ۲    | کیتچی            | ۶    | ۳ | ۲ | ۱  | ۶   | ۳   | ۳+  | ۱۱     |                      |
| ۳    | پورت (م)         | ۶    | ۲ | ۲ | ۲  | ۱۰  | ۸   | ۲+  | ۸      |                      |
| ۴    | گوانگژو اورگراند | ۶    | ۰ | ۰ | ۶  | ۱   | ۱۷  | ۱۶- | ۰      |                      |

| گروه A           | چین | تایلند | هنگ کنگ | ژاپن |
| ---------------- | --- | ------ | ------- | ---- |
| گوانگژو اورگراند | —   | ۱–۵    | ۰–۱     | ۰–۲  |
| پورت             | ۳–۰ | —      | ۱–۱     | ۰–۳  |
| کیتچی            | ۱–۰ | ۲–۰    | —       | ۰–۰  |
| سرزو اوساکا      | ۵–۰ | ۱–۱    | ۲–۱     | —    |

| گروه A           | چین | تایلند | هنگ کنگ | ژاپن |
| ---------------- | --- | ------ | ------- | ---- |
| گوانگژو اورگراند | —   | ۱–۵    | ۰–۱     | ۰–۲  |
| پورت             | ۳–۰ | —      | ۱–۱     | ۰–۳  |
| کیتچی            | ۱–۰ | ۲–۰    | —       | ۰–۰  |
| سرزو اوساکا      | ۵–۰ | ۱–۱    | ۲–۱     | —    |

اولین مسابقه در ۲۲ ژوئن ۲۰۲۱ برگزار می‌شود. منبع: AFC

## توضیحات
1. 1 2  The first-seeded teams of the associations ranked 5th are seeded in the same pot as the play-off winners in consideration of technical balance.[۵]
2. 1 2  The teams which enter the group stage due to slot reallocation are seeded according to the teams they replace.[۵]
3. 1 2  Pohang Steelers and Ratchaburi Mitr Phol entered the group stage instead of the qualifying play-offs after Jiangsu ceased operation.[۶]
4. ↑  Sydney FC, which were originally entered as Australia 1, withdrew from the competition after the draw.[۷]
5. 1 2  Shandong Taishan, which were originally entered as China 2, had not satisfied the mandatory Criterion F.04 of the AFC Club Licensing Regulations (Edition 2016) concerning overdue payables. Thus, its license was withdrawn by the Asian Football Confederation’s (AFC) independent Entry Control Body, and thus Guangzhou were reallocated from China 3 to China 2 (moving from group position I2 to J1), and Beijing Guoan were reallocated from China 4 to China 3 (moving from play-off round to group position I2).[۸][۹]